# Warden Rock
Der Warden Rock (sinngemäß aus dem Englischen übersetzt Aufseherfelsen) ist eine Klippe vor der Westküste des Grahamlands auf der Antarktischen Halbinsel. Sie liegt 3 km nördlich des Guardian Rock auf der Nordseite des Bigourdan-Fjords.
Der Falkland Islands Dependencies Survey kartierte ihn anhand von Vermessungen und Luftaufnahmen aus den Jahren zwischen 1946 und 1957. Benannt ist der Felsen in Anlehnung an die Benennung des Guardian Rock (sinngemäß aus dem Englischen übersetzt Wächterfelsen).